# Кинь-Грусть (посёлок)
Кинь-Грусть — посёлок в Куркинском районе Тульской области России.
В рамках административно-территориального устройства относится к Самарской волости Куркинского района, в рамках организации местного самоуправления включается в Самарское сельское поселение.

## География
Расположен к югу от посёлка городского типа Куркино, на южной окраине посёлка Самарский, в 110 км к юго-востоку от областного центра, г. Тулы. 
В 0,5 км к востоку находится деревня Кинь-Грусть.

## Население
| 2002 | 2010 |
| ---- | ---- |
| 33   | ↘28  |